# Narendra Modi
Narendra Damodardas Modi (Vadnagar, 17 de septiembre de 1950) es un político indio y actual primer ministro de la India desde el 26 de mayo de 2014, tras la victoria de su partido, el nacionalista hindú Bharatiya Janata Party (BJP) en las elecciones generales de India de 2014. Antes había sido ministro jefe del estado de Guyarat.Es el primer ministro con más años de servicio fuera del Congreso Nacional Indio.
En 2001, Modi fue nombrado ministro principal de Guyarat y elegido miembro de la Asamblea Legislativa poco después. Su administración es considerada cómplice de los disturbios de Guyarat de 2002, y ha sido criticada por su gestión de la crisis. Un poco más de 1000 personas murieron, y según los registros oficiales, tres cuartas partes de las cuales eran musulmanas; fuentes independientes estimaron 2000 muertos, en su mayoría musulmanes.  Un Equipo Especial de Investigación designado por la Corte Suprema de la India en 2012 no encontró pruebas para iniciar un proceso judicial en su contra.  Si bien sus políticas como primer ministro, a las que se les atribuyó el fomento del crecimiento económico, fueron elogiadas, la administración de Modi fue criticada por no mejorar significativamente los índices de salud, pobreza y educación en el estado.  En las elecciones generales de 2014, Modi llevó al BJP a una mayoría parlamentaria, la primera para un partido desde 1984. Su administración incrementó la inversión extranjera directa y redujo el gasto en salud, educación y programas de bienestar social. Modi inició una campaña de saneamiento de alto perfil, inició de manera controvertida la desmonetización de los billetes de alta denominación en 2016 e introdujo el impuesto sobre bienes y servicios, y debilitó o abolió las leyes ambientales y laborales.
La administración de Modi lanzó el ataque aéreo de Balakot en 2019 contra un presunto campo de entrenamiento terrorista en Pakistán. El ataque aéreo fracasó, y la muerte de seis miembros del personal indio por fuego amigo fue revelada más tarde, pero la acción tuvo un atractivo nacionalista.  El partido de Modi ganó cómodamente las elecciones generales de 2019.  En su segundo mandato, su administración revocó el estatus especial de Jammu y Cachemira, una parte administrada por la India de la disputada región de Cachemira, e introdujo la Ley de Enmienda de Ciudadanía, lo que provocó protestas generalizadas y provocó los disturbios de Delhi de 2020 en los que los musulmanes fueron brutalizados y asesinados por turbas hindúes a veces con la complicidad de las fuerzas policiales controladas por la administración Modi.   Tres polémicas leyes agrícolas, que provocaron sentadas de agricultores en todo el país, lo que finalmente provocó su derogación formal. Modi supervisó la respuesta de India a la pandemia de COVID-19, durante la cual murieron 4,7 millones de indios, según estimaciones de la Organización Mundial de la Salud. 
Bajo el mandato de Modi, India ha experimentado un retroceso democrático, o el debilitamiento de las instituciones democráticas, los derechos individuales y la libertad de expresión.  Como primer ministro, ha recibido consistentemente altos índices de aprobación. Modi ha sido descrito como el artífice de un realineamiento político hacia la política de derecha. Sigue siendo una figura controvertida a nivel nacional e internacional, por sus creencias nacionalistas hindúes.

## Trayectoria

### Carrera política
Modi es el líder del partido político más grande del mundo, Bharatiya Janata Party, que tiene más de 170 millones de miembros, superando con creces al segundo más grande del mundo el Partido Comunista Chino, que tiene alrededor de 96 millones de miembros. Modi es un nacionalista hindú y fue miembro de la organización de derecha Rashtriya Swayamsevak Sangh (RSS). A Modi se le atribuye la creación de un entorno para una alta tasa de crecimiento económico en Gujarat matizado por cambios estadísticos lo que permitió inflar artificialmente las cifras de crecimiento Es una figura controvertida, tanto en la India como internacionalmente, y su administración ha sido criticada por no saber prevenir la violencia en Gujarat de 2002. Sin embargo, su gobierno también ha sido criticado por no tener un impacto positivo significativo sobre el desarrollo humano del Estado. Mientras Modi era gobernador del estado de Gujarat ocurrió el pogromo de 2002, que se cobró la vida de unos 800 musulmanes, lo que, junto a numerosas críticas, le valió el ostracismo del Reino Unido y la imposibilidad de viajar a Estados Unidos.

## Primer ministro de la India (2014-presente)
Su gobierno está siendo criticado por la represión de los defensores de los derechos humanos y de los periodistas al amparo de una ley antiterrorista muy estricta. Los sindicatos de trabajadores ponen en marcha una huelga general de dos días en enero de 2019, protestando contra " modificaciones brutales de la legislación laboral a favor del empresariado". como gobernador su tarea fue articular el ultranacionalismo hindú y una política económica neoliberal en Gujarat, donde gobernó  entre 2001 y 2014. 
Cambió el método de cálculo del PIB, lo que permitió inflar artificialmente las cifras de crecimiento. La tasa de desempleo es tan alta que el Ministerio de Trabajo ya no proporciona estadísticas. En 2018, la compañía ferroviaria recibió 19 millones de solicitudes para 63 000 puestos. Los sectores bancario y ferroviario han comenzado a privatizarse. Se han recortado los ya muy bajos presupuestos para la salud y la educación (1,2 % y 0,6 % del PIB, respectivamente), así como otros gastos sociales: subsidios de empleo, asignaciones para comedores escolares, planes de acceso al agua potable. En cuanto a la cuestión de la legislación laboral, las enmiendas aprobadas en 2018 restringen aún más las actividades sindicales y tenderían a facilitar los despidos y a ampliar el tiempo de trabajo semanal de los empleados.
Modi es descrito como un  político muy controvertido, tanto por su nacionalismo hindú como por su estilo personalista y autocrático. Desde muy joven ha estado vinculado con la Rashtriya Swayamsevak Sangh, organización paramilitar que propugna la conversión del hinduismo en religión de estado en India por la fuerza.
Se le ha criticado por alentar a sus adeptos nacionalistas hindúes a intimidar y discriminar abiertamente a las minorías religiosas, especialmente a musulmanes y cristianos, produciéndose a diario decenas de hechos de violencia en todo el país.

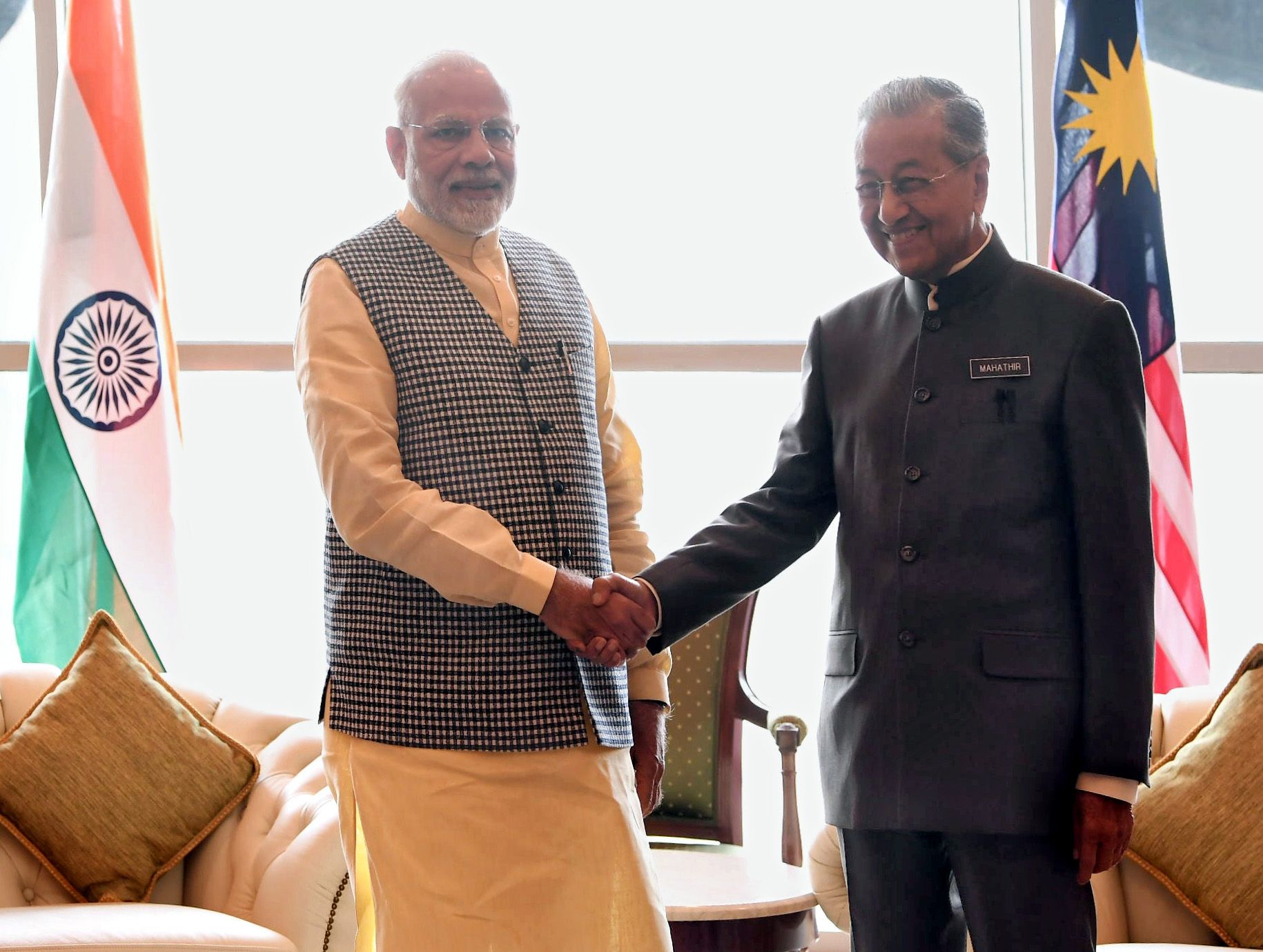
Narendra Modi en 2018 junto al primer ministro de Malasia, Mahathir Mohamad.

Durante su primer gobierno las cifras extraoficiales apuntan a que el desempleo podría rebasar el 6 %, un nivel no visto en los últimos cincuenta años. Cerró el ejercicio fiscal de 2018 con una deuda de más de un billón de euros; un 51,89 % superior a la que había hace cuatro años.
Durante su tercer año llevó a cabo una controvertida desmonetización que llevó a pérdidas en 29 000 millones de euros, junto al impago a 150 millones de jornaleros durante semanas y protestas que ocasionaron un centenar de muertos.
La desmonetización golpeó especialmente a la producción y a la construcción y la agricultura, sectores que acogen la mayor parte de la economía informal ocasionando la pérdida de, al menos, 1,5 millones de puestos de trabajo.

#### Política económica

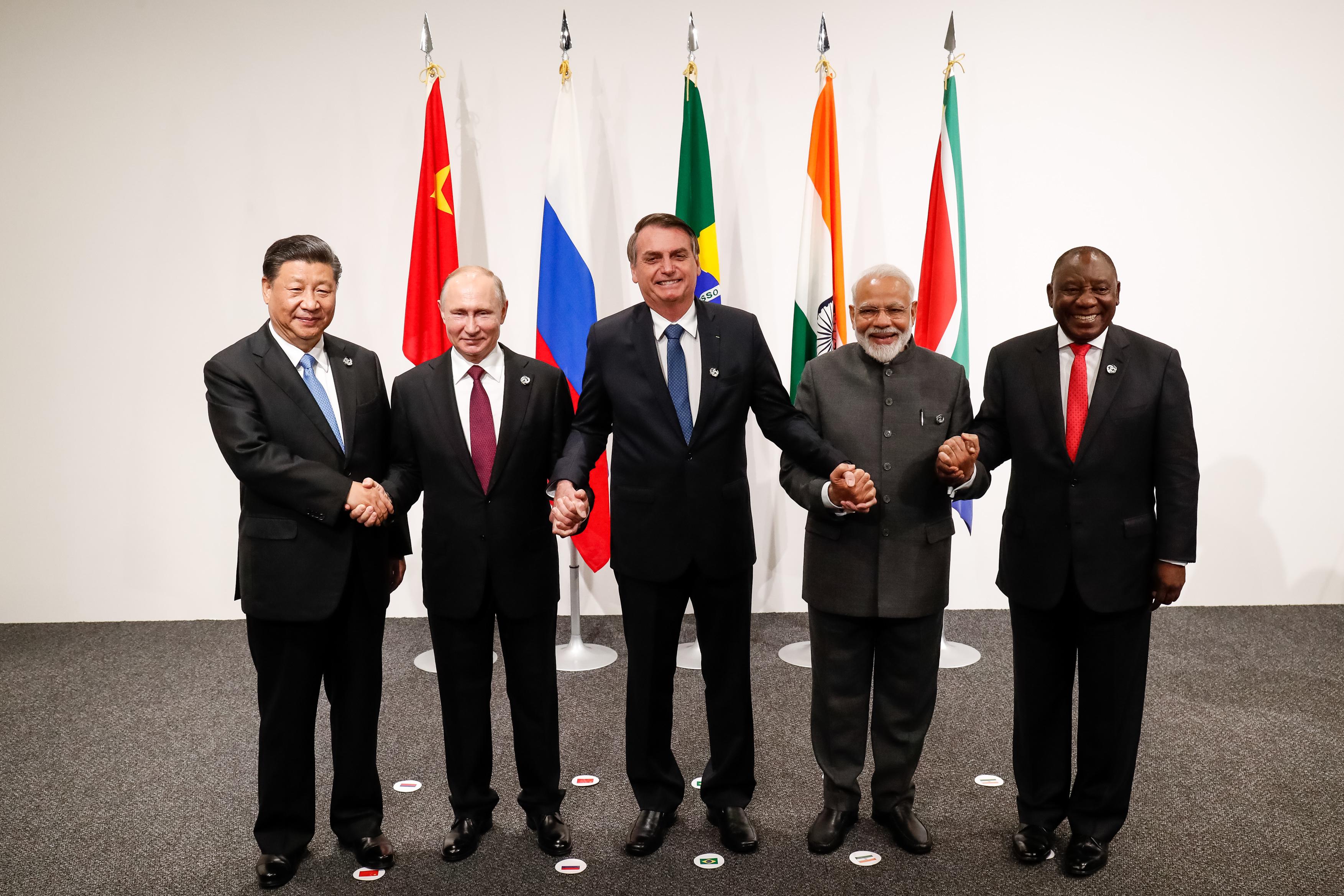
BRICS líderes en 2019. De izquierda a derecha: Xi (China), Putin (Rusia), Bolsonaro (Brasil), Modi y Ramaphosa (Sudáfrica).

Las políticas económicas del Gobierno de Modi se centraron en la privatización y la liberalización de la economía, y se basaron en un marco neoliberal. Modi liberalizó las políticas de inversión extranjera directa de la India, permitiendo una mayor inversión extranjera en varias industrias, incluidas las de defensa y ferrocarriles. Otras reformas propuestas incluían dificultar la formación de sindicatos a los trabajadores y facilitar la contratación y el despido a los empresarios; algunas de estas propuestas fueron abandonadas tras las protestas. Las reformas suscitaron una fuerte oposición de los sindicatos; el 2 de septiembre de 2015, once de los mayores sindicatos del país -incluido uno afiliado al BJP- se declararon en huelga. El Bharatiya Mazdoor Sangh (Sindicato de Trabajadores Indios), integrante del Sangh Parivar (Familia del RSS), declaró que la motivación subyacente de las reformas laborales favorecía a las corporaciones en detrimento de los trabajadores.
Los fondos dedicados a los programas de reducción de la pobreza y a las medidas de bienestar social se vieron muy reducidos por la administración de Modi. El dinero destinado a programas sociales disminuyó del 14,6% del PIB durante el anterior Gobierno del Congreso al 12,6% durante el primer año de mandato de Modi, y el gasto en sanidad y bienestar familiar se redujo en un 15%. El Gobierno redujo los impuestos de sociedades, abolió la ley del Impuesto sobre el Patrimonio, aumentó los impuestos sobre las ventas y redujo los derechos de aduana sobre el oro y las joyas. En octubre de 2014, el Gobierno de Modi desreguló los precios del diésel. Durante el primer mandato de Modi, su Gobierno redujo el gasto en educación como parte del presupuesto; en cinco años, el gasto en educación cayó del 0. 7 por ciento del PIB al 0,5 por ciento. El porcentaje del presupuesto destinado a nutrición infantil, educación, salud y programas asociados se redujo casi a la mitad entre 2014 y 2022. El gasto de capital en infraestructuras de transporte aumentó significativamente, pasando de menos del 0,4 por ciento del PIB en 2014 al 1,7 por ciento en 2023.
En septiembre de 2014, Modi presentó la iniciativa "Hecho en India" para animar a las empresas extranjeras a fabricar productos en la India con el objetivo de convertir el país en un centro mundial de fabricación. Los partidarios de la liberalización económica apoyaron la iniciativa, pero los críticos afirmaron que permitiría a las empresas extranjeras hacerse con una mayor cuota del mercado indio. El gobierno de Modi aprobó una ley de reforma agraria que le permitía adquirir tierras agrícolas privadas sin realizar una evaluación del impacto social y sin el consentimiento de los agricultores propietarios. El proyecto de ley se aprobó mediante una orden ejecutiva después de enfrentarse a la oposición del Parlamento, pero finalmente se dejó sin efecto. El Gobierno de Modi aprobó el Impuesto sobre Bienes y Servicios, la mayor reforma fiscal del país desde la independencia, que subsumía alrededor de 17 impuestos y entró en vigor el 1 de julio de 2017.

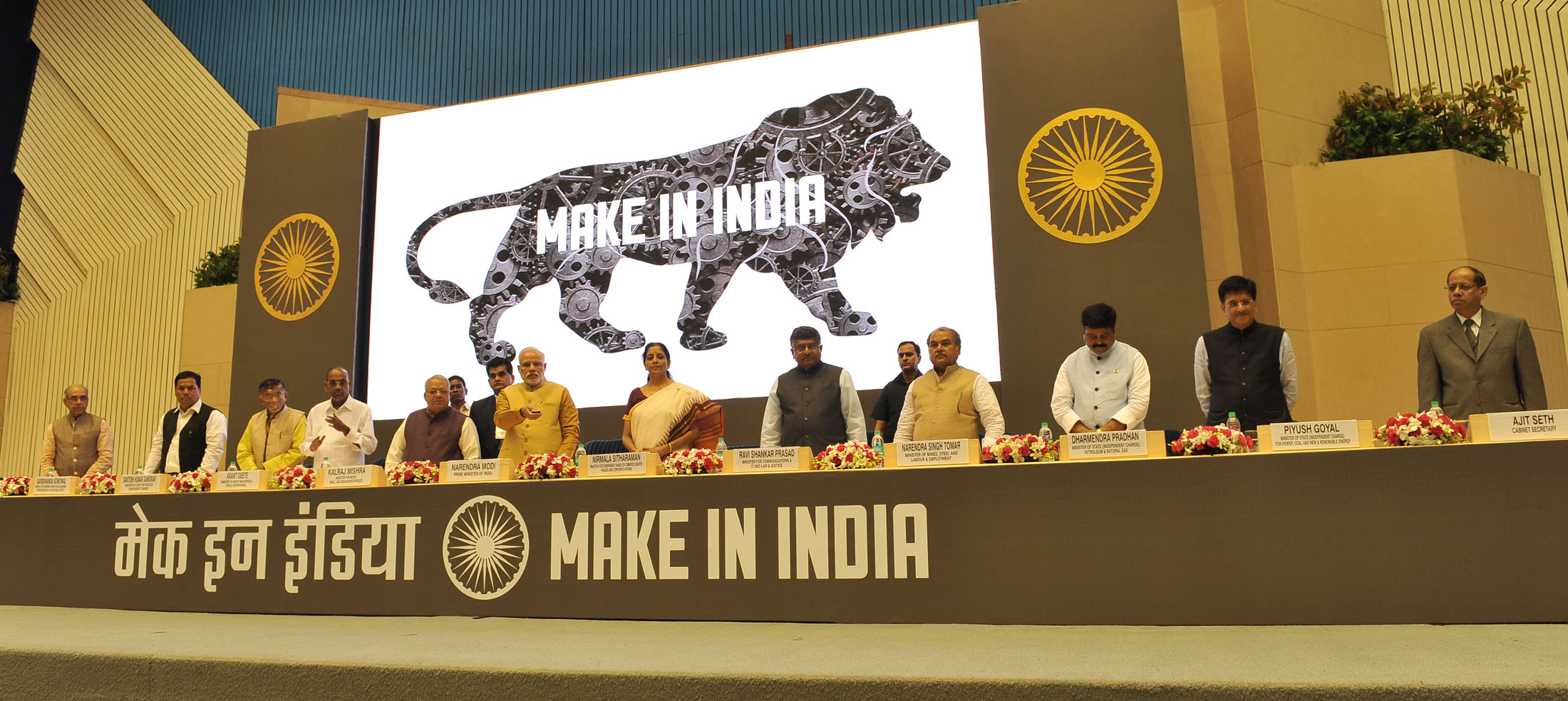
Modi en el lanzamiento del programa Hecho en India.

En su primera decisión de gabinete, Modi creó un equipo para investigar el dinero negro. El 9 de noviembre de 2016, el Gobierno desmonetizó los billetes de ₹500 y ₹1000 con la intención de frenar la corrupción, el dinero negro, el terrorismo y el uso de moneda falsa. La medida provocó una grave escasez de efectivo, y una fuerte caída de los índices bursátiles indios BSE SENSEX y NIFTY 50, y desencadenó protestas generalizadas en todo el país. Se calcula que se perdieron 1,5 millones de puestos de trabajo y que se esfumó el uno por ciento del PIB del país. Varias muertes estuvieron relacionadas con las prisas por cambiar el efectivo. En el año siguiente, el número de declaraciones del impuesto sobre la renta presentadas por personas físicas aumentó un 25 por ciento y el número de transacciones digitales aumentó considerablemente.

#### Autoritarismo
India se ha convertido gradualmente en una "democracia étnica" dominada por los hindúes desde que Narendra Modi y su partido nacionalista llegaron al poder en 2014. Las personas pertenecientes a minorías no tienen los mismos derechos que la mayoría y ya no se les considera más que ciudadanos de segunda clase. Grupos de militantes nacionalistas se han organizado en milicias y patrullan las calles y los campus universitarios para impedir que los jóvenes musulmanes se relacionen con chicas hindúes. También intentan disuadir a los musulmanes de adquirir u ocupar viviendas en barrios de mayoría hindú. El número de delitos de odio contra minorías musulmanas y cristianas ha aumentado un 300% desde que Modi llegó al poder, según un estudio realizado en 2023 por la Universidad Americana de Massachusetts. Además, varios estados gobernados por el BJP han aprobado leyes que dificultan mucho los matrimonios interreligiosos y las conversiones.
La independencia de la prensa ha disminuido considerablemente. El BJP mantiene estrechos vínculos con los oligarcas indios, que han adquirido numerosos medios de comunicación, sobre todo en la radiodifusión. Los medios independientes, por su parte, son objeto de "presiones mediante redadas policiales, investigaciones administrativas y fiscales, o se ven privados de contratos publicitarios", según Meenakshi Ganguly, responsable de la organización Human Rights Watch. Sus reporteros son detenidos con frecuencia y a veces encarcelados sin juicio previo. India no ha dejado de caer en la clasificación de la libertad de prensa de Reporteros sin Fronteras; en 2023, ocupa el puesto 161 de 180 países.
Los partidos de la oposición también son objeto de presiones e intimidaciones. El caso más emblemático es el de Rahul Gandhi, líder del partido del Congreso, condenado en 2023 a dos años de cárcel por difamar a Narendra Modi, lo que le inhabilita para las elecciones legislativas de 2024, para las que parecía ser el rival más serio de Modi para el puesto de primer ministro.
El Parlamento también ha quedado "reducido a una cámara de grabación de las decisiones ejecutivas", según el académico Christophe Jaffrelot. "Narendra Modi gobierna mucho mediante ordenanzas. Cuando se presenta una ley a los representantes electos, a menudo se introduce en el momento de la votación, sin debate previo". La Comisión Electoral india está ahora sujeta al gobierno, y sus miembros son nombrados por el Jefe del Estado.
Los nacionalistas también se han comprometido a revisar los programas escolares para eliminar los pasajes dedicados al asesinato de Gandhi, al patrimonio cultural del Imperio mogol y a los disturbios de 2002 en Gujarat.

## Distinciones honoríficas
- Miembro de I Clase de la Orden de Abdulaziz Al Saud (Reino de Arabia Saudita, 03/04/2016).
- Medalla del Ghazi Emir Amanulá Khan (República de Afganistán, 04/06/2016).
- Collar de la Orden de la Estrella de Palestina (Estado de Palestina, 10/02/2018).[64]
- Collar de la Orden de Zayed (Emiratos Árabes Unidos, 24/07/2018).[65]
- Orden del Santo Apóstol Andrés el Primero Llamado (Federación Rusa, 12/04/2019).[66]
- Miembro de la Honorabilísima Orden de Nishan Izzuddeen (República de Maldivas, 08/06/2019).[67]
- Miembro de Primera Clase de la Orden del Renacimiento del Rey Hamad (Reino de Baréin, 24/08/2019).
- Comandante en Jefe de la Legión al Mérito (Estados Unidos de América, 21/12/2020).[68]
- Miembro de Primera Clase de la Orden del Rey Dragón (Reino de Bután, 17/12/2021).[69]